# Principauté de Valachie
Pour les articles homonymes, voir Valachie.
1330-–1859
Entités précédentes :
- Cnésats de Ioan, Farcas, Seneslau, Litovoi et autres, vassaux soit de la Bulgarie, soit de la Hongrie, et despotat de Dobroudja.

Entités suivantes :
- Principautés unies de Moldavie et de Valachie.

La principauté de Valachie (en roumain principatul Țării Românești) est un État européen historique. La Valachie est, avec la Moldavie et la Transylvanie, l'une des trois principautés médiévales à population roumanophone ; avec la Moldavie, elle est l'une des deux « principautés danubiennes » et, par son union avec la Moldavie en 1859, elle est à l'origine de la Roumanie.
La Valachie était divisée en județe (comtés régis par le droit valaque) et gouvernée par un voïvode (plus tard hospodar) élu par l'assemblée des boyards, assisté d'un Sfat domnesc (conseil princier). Elle avait une législation (Pravila), une armée (Oastea), une flotte sur le Danube (Bolozanele) et un corps diplomatique (Logofeții) : ce n'était donc pas, comme le représentent de façon inexacte la plupart des ouvrages historiques modernes, une province turque, mais une principauté d'abord indépendante, ensuite autonome, et seulement tributaire du sultan ottoman de Constantinople (à partir de 1460, mais avec des interruptions). La principauté de Valachie a eu successivement trois capitales : Curtea de Argeș, Târgoviște et Bucarest.

## Nom de la principauté
La Valachie n'est que l'une des valachies médiévales.
Son nom selon l'appellation traditionnelle des régions, Ца́ра Ромѫнѣ́скъ soit Țara românească, signifie en roumain moderne « le pays roumain », mais à l'origine Țara rumânească signifiait « terre romaine », d'après l'endonyme des populations aborigènes du bassin du bas-Danube, de parler roman, de religion orthodoxe et de droit valaque. Ce nom s'opposait à celui de țara ungurească, « le pays hongrois », pour désigner le territoire voisin de la Transylvanie de l'autre côté des Carpates, dirigée par la noblesse hongroise catholique. Mais, à l'intérieur de cet espace voisin, presque toutes les petites régions romanes portaient aussi le nom de țara (« pays » : Land en allemand, föld en magyar) telles pays de la Bârsa, pays des Moți, Hațeg, Făgăraș, Marmatie, Țara Chioarului, Țara Lăpușului, pays d'Oaș, Țara Sătmarului, Țara Gurghiului, Țara Bihorului et autres.
Les Grecs et les Slaves la nommaient dans les documents religieux Ungro-Vlahia (la Valachie voisine et initialement vassale de la Hongrie). En latin de chancellerie, on trouve Terra valachorum ; sur divers portulans maritimes, Valaquia, Valaccia ou Velacia, qui comme son nom français dérivent de l'allemand Walachei, qui en anglais a donné Wallachia ou Valachia. Elle a été désignée plus tôt en allemand par le nom de Vlachenlant : « pays des Valaques ». Dans les documents en latin de la cour hongroise, elle s'appelle terra Valachorum transalpina, le « pays des Valaques de l'autre côté des Alpes de Transylvanie ».
On l'a aussi appelée Basarabia, țara basarabească (« pays de Basarab »), du nom d'origine coumane de son premier souverain, Basarab Ier.
En Moldavie, on l'a aussi nommée Munténie, appellation qui ne désigne plus aujourd'hui que la Valachie de l'est (Grosse Walachei en allemand, par opposition à la Kleine Walachei désignant la partie occidentale limitée par la rivière Olt et appelée Olténie depuis le XVIe siècle). En Pologne, on l'appelait Państwo wołoskie (« duché valaque ») ou Połudna Wołoszczyzna (« Valaquie méridionale », par différence avec les deux autres, la Transylvanie et la Moldavie). Les Ottomans l'ont appelée Eflak.

## Géographie

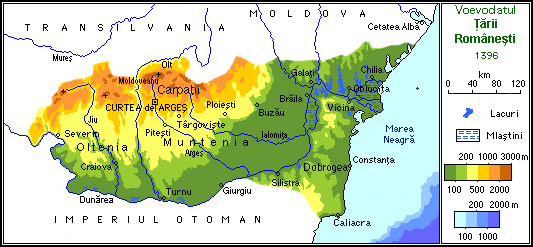
La Valachie autour de 1390

La Valachie couvrait le Sud de la Roumanie actuelle (sur la carte, en 1390), avec les Carpates au nord (sa frontière avec la Transylvanie, vassale de la Hongrie, puis avec l'empire d'Autriche) et avec le Danube au sud (sa frontière avec la Bulgarie, puis avec l'Empire ottoman). La frontière avec la Moldavie se situait sur la rivière Milcov (un affluent du Siret) sur la plus grande partie de sa longueur. Les limites de la principauté ont varié dans le temps : en 1390 elle s'étendait jusqu'à la mer Noire, incluant les régions de Bessarabie (dans le sens initial de ce nom, correspondant à l'actuel Bougeac et ainsi nommé à la suite de la victoire du voïvode Basarab sur les Tatars en 1328) et de Dobrogée (ainsi nommée d'après son fondateur Dobrotitch). La première sera cédée à la Moldavie en 1421, la seconde annexée par l'Empire ottoman l'année suivante. Les voïvodes valaques ont aussi longtemps possédé (à titre personnel, non au nom de la principauté) des terres en Transylvanie (duchés d'Amlaș (ro), de Ciceu, de Făgăraș et de Hațeg).
La Valachie est traditionnellement divisée entre la Munténie à l'est (parfois appelée « Grande Valachie ») et l'Olténie, à l'ouest (parfois appelée « Petite Valachie »). L'Olt forme la frontière entre les deux régions. Elle comprenait (avec des évolutions au fil du temps) 21 județe (comtés : 8 en Olténie, 13 en Munténie), gouvernés par un jude (comte) nommé par le voïvode, assisté d'un conseil des boyards locaux : le jude et son conseil nommaient les vornics, dirigeants séculiers des paroisses.
À mesure que le danger des raids tatars diminuait, la capitale « descendit » des Carpates vers la plaine danubienne le long de la route commerciale d'Europe centrale à Constantinople (celle-là même qui vit, au XXe siècle, construire la première autoroute roumaine) : elle passa de Câmpulung en 1330 à Curtea de Argeș en 1348, puis à Târgoviște en 1396 et enfin à Bucarest en 1698.

## Histoire
Les valachies (nom commun) situées entre les Alpes de Transylvanie et le Danube avant le XIVe siècle et régies par le jus valachicum sont, à l'origine, vassales tantôt du royaume Bulgaro-Valaque (plus connu, depuis le XIXe siècle, comme Second Empire bulgare), tantôt du royaume de Hongrie qui organise les plus occidentales d'entre elles (à l'ouest de la rivière Olt) en un Banat, celui de Severin. L'influence hongroise se fait sentir à travers les deux évêchés catholiques de Severin et du Milcov (ce dernier, destiné à évangéliser les Coumans), l'influence bulgare à travers la langue liturgique de l'église orthodoxe et des chancelleries valaques : le slavon, écrit en alphabet gréco-cyrillique.

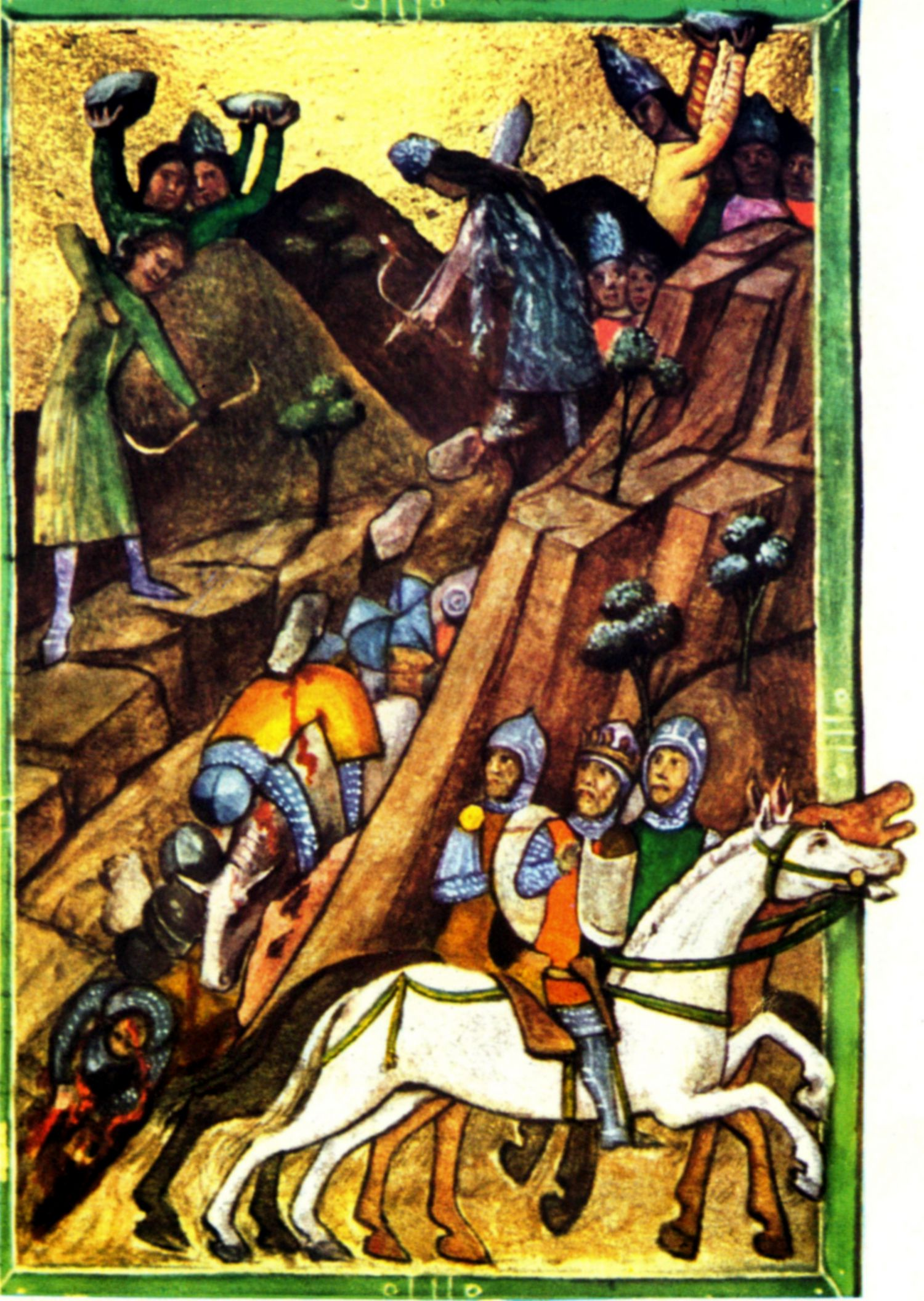
La bataille de Posada (1330) à la suite de laquelle la Hongrie dut reconnaître l'indépendance de la Valachie (Chronique enluminée de Vienne)

Le diplôme accordé par le roi de Hongrie Bela IV le 2 juin 1247 aux chevaliers de Saint-Jean mentionne qu'il y avait sur le territoire de la Valachie, avant la principauté, pas moins de quatre duchés : le canesats de Ioan et de Farcaș, les voïvodats de Seneslau et de Litovoi. Ils constituaient un glacis contre les invasions des Coumans et des Mongols. L'implantation des chevaliers de Saint-Jean fut un échec et le processus d'unification de ces valachies fut accéléré par la menace d'une mainmise hongroise directe. Litovoi et son frère Bărbat luttent en 1277 contre les troupes hongroises ; Litovoi meurt et Bărbat est fait prisonnier.

### Fondation
Le processus d'unification est poursuivi par le voïvode d'Argeș, Basarab Ier qui, en 1328 mène une campagne victorieuse contre les Tatars au Boudjak et étend ainsi sa domination sur les bouches du Danube, la Dobroudja et les rivages de la mer Noire. Puis, profitant des luttes internes pour le trône en Hongrie, il reste le seul maître de la Valachie, alors appelée « Bessarabie ». Il refuse de reconnaître la suzeraineté du roi de Hongrie Charles Robert d'Anjou, qui entreprend une expédition punitive. Le combat se déroule du 9 au 12 novembre 1330, à Posada. Basarab écrase l'armée de Charles Robert d'Anjou, qui n'évite d'être pris en otage qu'en se déguisant en palefrenier, et doit reconnaître l'indépendance de la Valachie (désormais nom propre, avec un V majuscule). Basarab Ier d'Argeș règne jusqu'en 1352. Le conflit larvé avec la Hongrie se poursuit sous les successeurs de Basarab. Devant les résultats incertains, les rois hongrois acceptent de s'en tenir à une vassalité de pure forme de la part du prince valaque.

### De Mircea l'Ancien à Radu le Grand
Lorsque la plus grande partie de la péninsule balkanique est envahie par l'Empire ottoman (un processus qui commença par le débarquement des Ottomans en Roumélie en 1354 et s'acheva par la conquête de Constantinople en 1453), la Valachie se trouva engagée dans de fréquentes confrontations avec les Ottomans, avant de devenir finalement l'un de leurs vassaux, à la fin du règne de Mircea Ier l'Ancien. Mircea, qui régna de 1386 à 1418, battit d'abord les Ottomans en plusieurs batailles sur son propre territoire (notamment à Rovine en 1394), puis s'engagea contre eux dans le despotat voisin de Dobrogée dont il hérita en 1388. Il hésita entre des alliances avec la Hongrie ou la Pologne, avant d'accepter la suzeraineté ottomane en 1415, après que Mehmed Ier a pris le contrôle de la Dobrogée, et des ports danubiens de Turnu Măgurele et de Giurgiu. Les bouches du Danube furent alors cédées à la principauté voisine de Moldavie sous le nom de Bessarabie, tandis que la Valachie sera désormais appelée Țara Rumânească (« pays roumain »). Les deux ports danubiens resteront ottomans jusqu'en 1829, et la Dobrogée jusqu'en 1878.
La vassalité vis-à-vis des Turcs permet à Mircea Ier l'Ancien (Mircea cel Bǎtrân) d'éviter l'invasion et l'annexion du pays par l'Empire ottoman (contrairement à ce qu'indiquent par erreur de nombreuses cartes occidentales). Par la suite, de nombreux voïvodes valaques se sont rebellés ou n'ont plus répondu aux exigences de la Sublime Porte : Dan II (Dan), Vlad III l'Empaleur (Vlad Țepeș), Radu de la Afumati (Radu de la Afumați), Michel Ier le Brave (Mihai Viteazul), Raoul le Serbe (Radu Șerban).
Entre 1418 et 1420, le prince Mihail Ier vainquit les Ottomans à Severin, avant d'être tué lors de la contre-offensive. En 1422, le danger fut écarté momentanément lorsque Dan II infligea une défaite au sultan Murad II, avec l'aide de Pippo Spano.
La paix signée en 1428 inaugura une période de crises internes, au cours de laquelle Dan II dut se défendre contre Radu Prasnaglava qui mena la première d'une série de coalitions de boyards contre les princes. Victorieux en 1431, les boyards furent durement frappés par Vlad II le Dragon, qui parvint par ailleurs à trouver un compromis entre l'Empire ottoman et le Saint-Empire romain germanique.
La décennie suivante fut marquée par des conflits entre les dynasties rivales des Dănești et des Drăculești, par l'influence de Jean Hunyadi, régent du royaume de Hongrie et, après le règne de Vladislav II, par la montée de Vlad III l'Empaleur. Ce dernier réprima durement les boyards, rompit tout lien avec les Ottomans et les vainquit, en 1462, lors de l'offensive de Mehmed II (l'Attaque de nuit), avant d'être forcé à retraiter à Târgoviște et à accepter de payer un tribut plus élevé. Ses conflits avec Radu III l'Élégant et Basarab III amenèrent Matthias Corvin, roi de Hongrie, et Étienne le Grand, prince de Moldavie, à entrer en Valachie en 1473, puis entre 1476 et 1477. Radu le Grand arriva à un accord avec les boyards et la Valachie connut une période de stabilité interne qui contrasta avec sa guerre contre la Moldavie de Bogdan III l'Aveugle.
La Valachie de Vlad l’Empaleur, qui compte 2 100 villages et 17 bourgs et villes, pourrait être peuplée de 400 000 habitants, vivant en grande majorité dans les campagnes. Le prince ne possède pas de domaine foncier, mais la couronne est propriétaire des lacs du Danube, riches en poissons, et du sous-sol (mines de sel, d’or et de cuivre). Les revenus des douanes, les impôts de quotité (dîme, cinquantième sur le bétail) et de répartition (12 à 18 impôts différents) complètent ses revenus. La moitié du pays est couverte de forêts. Le pays exporte en Transylvanie du poisson fumé ou salé, du bétail (chevaux, bœufs), du miel, de la cire d’abeille, du vin, des fourrures…). Du Levant viennent des épices (poivre, safran…), des tissus de poil de chameau (camelot), des soieries, du coton, des armes, du vin de Malvoisie, etc.

### De Mihnea le Mauvais à Pierre Boucle d'oreille
La fin du XVe siècle vit l'ascension de la famille des Craiovescu, chefs virtuellement indépendants de l'Olténie. Cette famille chercha l'appui des Ottomans dans leur rivalité avec Mihnea le Mauvais. Vlad le Jeune lui succéda, avant d'être tué par les Ottomans. Neagoe Basarab V, de la famille des Craiovescu monta alors sur le trône et connut un règne pacifique, de 1512 à 1521, qui fut marqué par la construction de la cathédrale de Curtea de Arges, l'influence croissante des marchands saxons à Brasov et Sibiu et l'alliance avec Louis II de Hongrie. Les Ottomans occupèrent ensuite la principauté durant quatre mois, sous le règne de Teodosie et tentèrent probablement d'en faire une province turque. Les boyards, commandés par Radu V de la Afumați, se révoltèrent à nouveau et Radu monta quatre fois sur le trône entre 1522 et 1529. Il fut finalement vaincu par une alliance entre les Craiovescu et le Sultan. Il dut alors confirmer la suzeraineté turque et payer un tribut plus élevé.
La suzeraineté ottomane resta incontestée durant les 90 années qui suivirent. Radu VII Paisie, qui fut déposé par Soliman en 1545, avait dû céder le port de Brăila à l'administration ottomane la même année. Son successeur, Mircea V Ciobanul (1545–1554, 1558–1559), un prince sans héritage noble, fut placé sur le trône et accepta de restreindre l'autonomie de la principauté (impôts accrus, armée envoyée en Transylvanie pour soutenir la faction pro-turque). Les conflits entre les familles de boyards devinrent plus durs après le règne de Pătrașcu cel Bun, et l'ascendance des boyards sur Petru Ier cel Tânăr, Mihnea II Turcitul et Petru II Cercel fut claire.
L'Empire ottoman s'appuya de plus en plus sur la Valachie et la Moldavie pour fournir et entretenir des forces militaires, l'armée locale, toutefois, disparut bientôt en raison des coûts élevés et l'efficacité plus grande des troupes mercenaires.

### XVIIesiècle

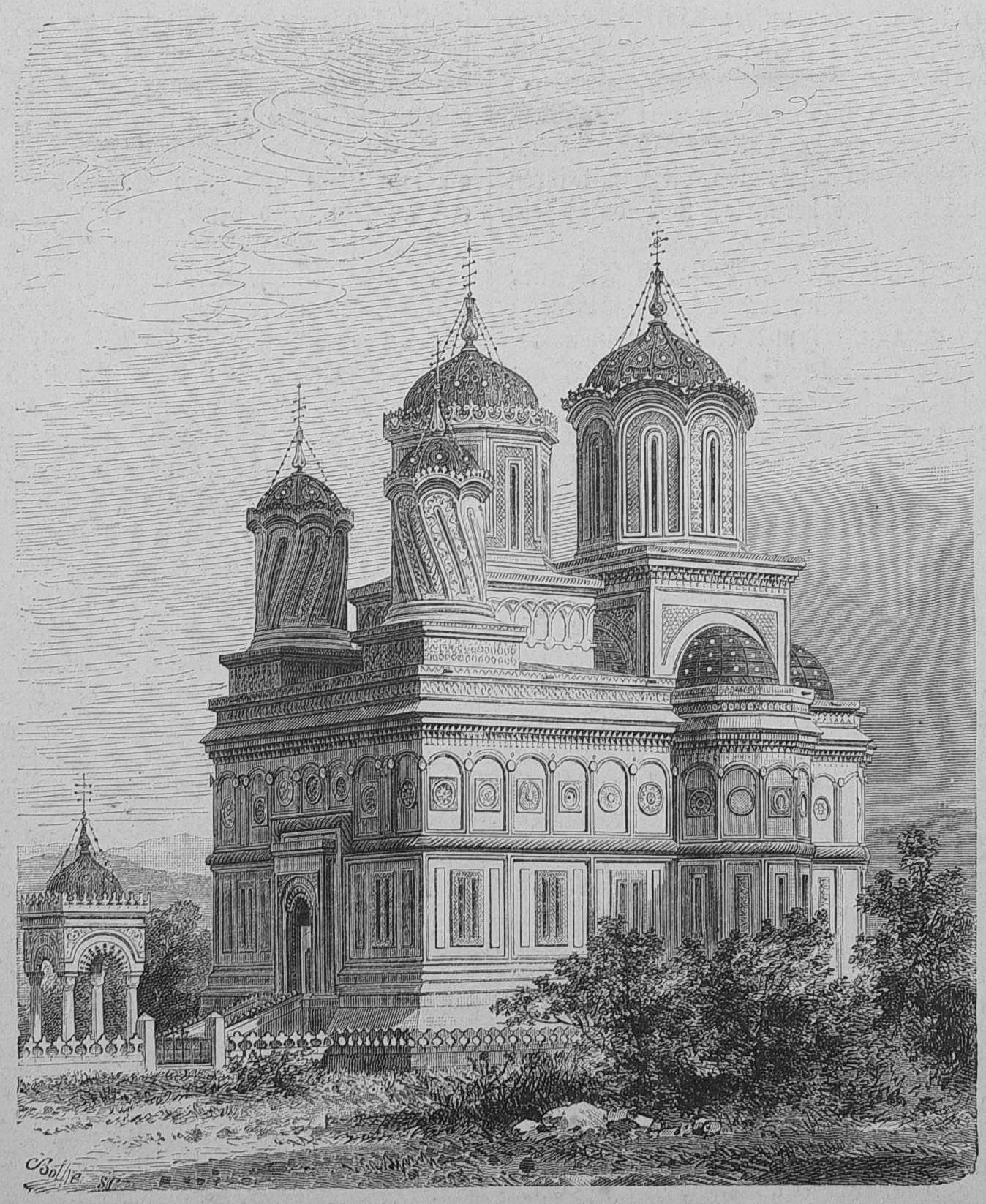
Monastère de Curtea de Argeș.

Alors qu'il avait bénéficié du soutien ottoman lors de son accession au trône en 1593, Michel Ier le Brave s'allia avec Sigismond Ier Báthory de Transylvanie et Aron Tiranul de Moldavie et attaqua les troupes ottomanes de Murad III (bataille de Călugăreni). Ils remportèrent la victoire, mais durent se retirer, faute de troupes assez nombreuses. Il se plaça alors sous la suzeraineté de Rodolphe II du Saint-Empire et intervint en Transylvanie en 1599–1600 contre le roi de Pologne Sigismond III Vasa. L'année suivante, il place également, contre l'avis des Habsbourg, la Moldavie sous son contrôle. Il est ensuite vaincu par les troupes habsbourg et polonaises. La Valachie est alors placée sous le contrôle de l'armée polono-moldave de Simion Ier Movilă, qui tint la région jusqu'en 1602. Des attaques des Nogaïs survinrent alors.
La principauté connut ensuite dix ans d'administration transylvaine, avant de voir Alexandru IV Iliaș être imposé par les Ottomans. La pression sur la Valachie s'accrut alors. Le contrôle politique s'accompagna d'une hégémonie économique. La capitale fut transférée à Bucarest, plus près des ports danubiens.

### Guerres russo-turques et phanariotes

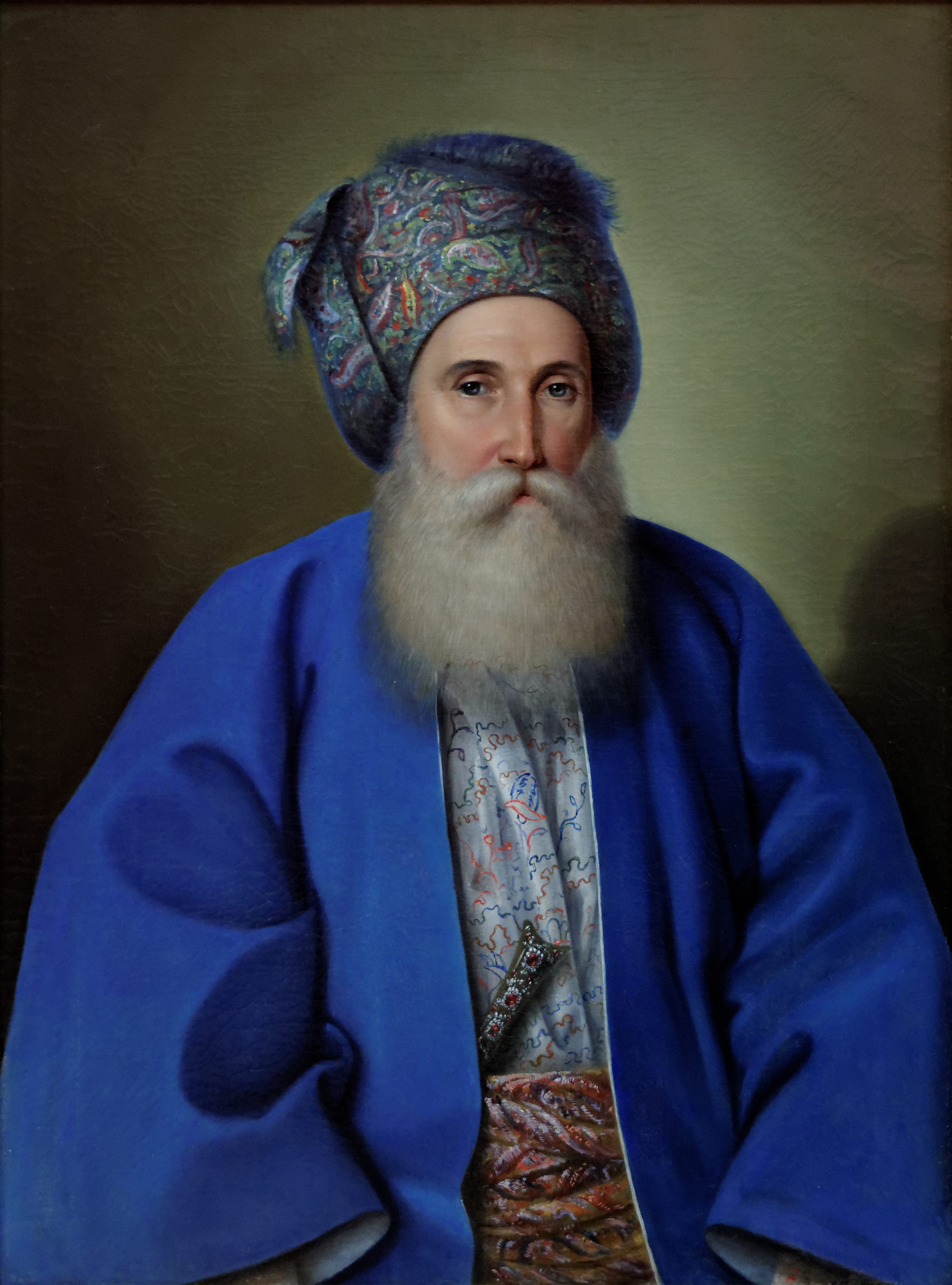
Grigorie Brâncoveanu (1764 - 1832), grand Ban de Valachie

Les souverains valaques du XVIIIe siècle furent pour la plupart des Phanariotes, qui, avant leur accession au trône, furent nombreux à être drogmans (diplomates) à Constantinople. La situation change après la révolution de 1821 de Tudor Vladimirescu, lorsque les Phanariotes, suspectés (souvent à juste titre) de favoriser l'indépendance grecque, l'Occident ou la Russie au détriment des intérêts ottomans, sont écartés du trône.

### De la Valachie à la Roumanie

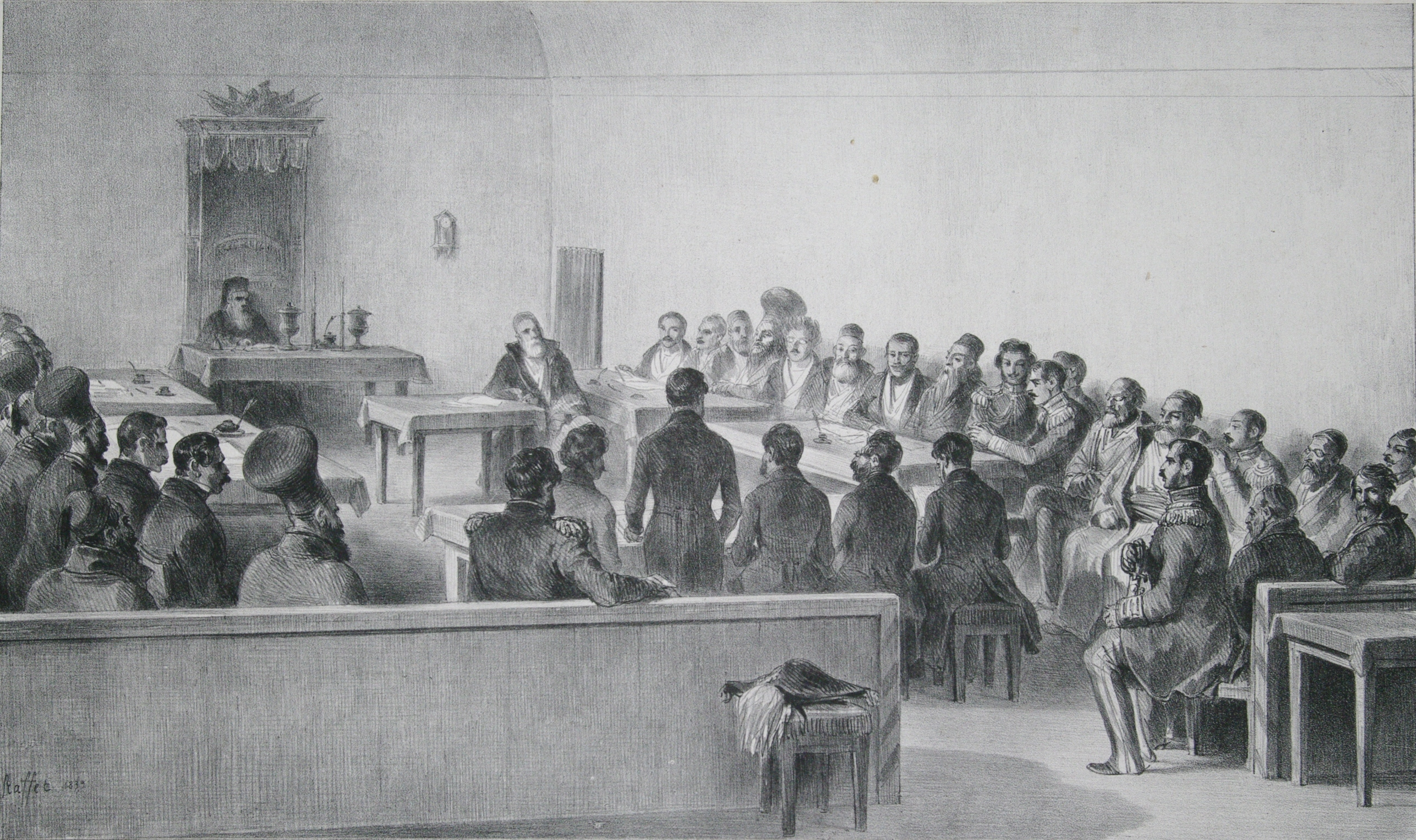
L'Assemblée législative de la principauté de Valachie en 1837, par Auguste Raffet.

À la suite de la guerre de Crimée, pendant laquelle la Russie prétend étendre son autorité à la Valachie, et qui se solde par une victoire de l'alliance franco-anglaise de soutien aux ottomans, la Valachie et la Moldavie s'unissent le 24 janvier 1859 sous le règne de Alexandre Jean Cuza (Alexandru Ioan Cuza), et les deux principautés forment ce qui deviendra le royaume de Roumanie.

## La Valachie dans la culture
Panaït Istrati évoque longuement la Valachie dans son roman « Les chardons du Bărăgan », dont Gheorghe Vitanidis et Louis Daquin ont tiré un film de propagande politique en 1958.

## Liste des offices de la principauté de Valachie
Au début de l’existence de la principauté (du XIVe siècle au XVIe siècle) le voïvode valaque nommait seul les titulaires des offices, parfois proposés par le Sfat domnesc (conseil des aristocrates). Tous étaient révocables. Beaucoup de titulaires sont intégrés à la noblesse d’épée (boieri mari). Plus tard (à partir du XVIIe siècle) les hospodars mettent les offices civils aux enchères et anoblissent les acheteurs, créant ainsi une noblesse de robe (boieri mici). Dans ces cas, les titulaires gardent l’office à vie, et s’ils n’ont pas eux-mêmes les compétences requises, délèguent le travail à des adjoints (custozi) qui peuvent, eux aussi, être éventuellement anoblis. Les offices valaques ont évolué avec le temps et étaient principalement les suivants :
- Aprod : huissier, page, écuyer ;
- Ban : gouverneur régional, chef de plusieurs Juzi et Pârcălabi ;
- Cămărar : chambellan, chef des serviteurs de la cour et du souverain, ou encore du métropolite ;
- Clucer : ambassadeur ;
- Jude : gouverneur (préfet) et chef des sénéchaux (logofeți) d’un județ (comté) ;
- Logofăt : greffier ou sénéchal d'un jude ou d’un vornic ;
- Mare-Logofăt : chancelier de la cour ;
- Mare-Vistiernic : grand-argentier (ministre des finances) ;
- Mare-Vornic (ou Mare-Ban) : premier ministre de la principauté ;
- Măscărici : bouffon de la cour, seul autorisé à brocarder, dans certaines limites, le pouvoir et l’église, mais seul à n’avoir aucun espoir d’être anobli ;
- Paharnic : échanson (valet particulier du souverain) ;
- Pârcălab : gouverneur d’une forteresse, bourgmestre d’une ville ;
- Postelnic : ministre des affaires étrangères, chef des clucères ;
- Spătar : connétable, ministre des armées ou consul ;
- Stolnic : ministre de l'économie et du commerce ;
- Vistiernic : collecteur d’impôts ;
- Vornic : maire d’un village.

## Symboles
Le symbole incontesté de la principauté est un oiseau tenant une croix en son bec, mais il en existe des versions différentes qui engendrent des controverses parfois véhémentes au sujet de la couleur du drapeau, de la forme des armoiries, de l'espèce de l'oiseau (aigle ? corbeau ? autre ?), de la couleur de l'émail (argent comme dans toutes les effigies en noir et blanc, ou azur comme sur les effigies en couleur ?), des autres éventuels meubles de l'écu (montagne, roche ou arbre sous l'oiseau ?), de présence ou non d'astres ou d'une couronne. Quoi qu'il en soit, les héraldistes roumains du XIXe siècle optèrent pour une version à fond azur portant une aigle et c'est cette forme qui est entrée dans les armoiries de la Roumanie lors de la création de cet État.

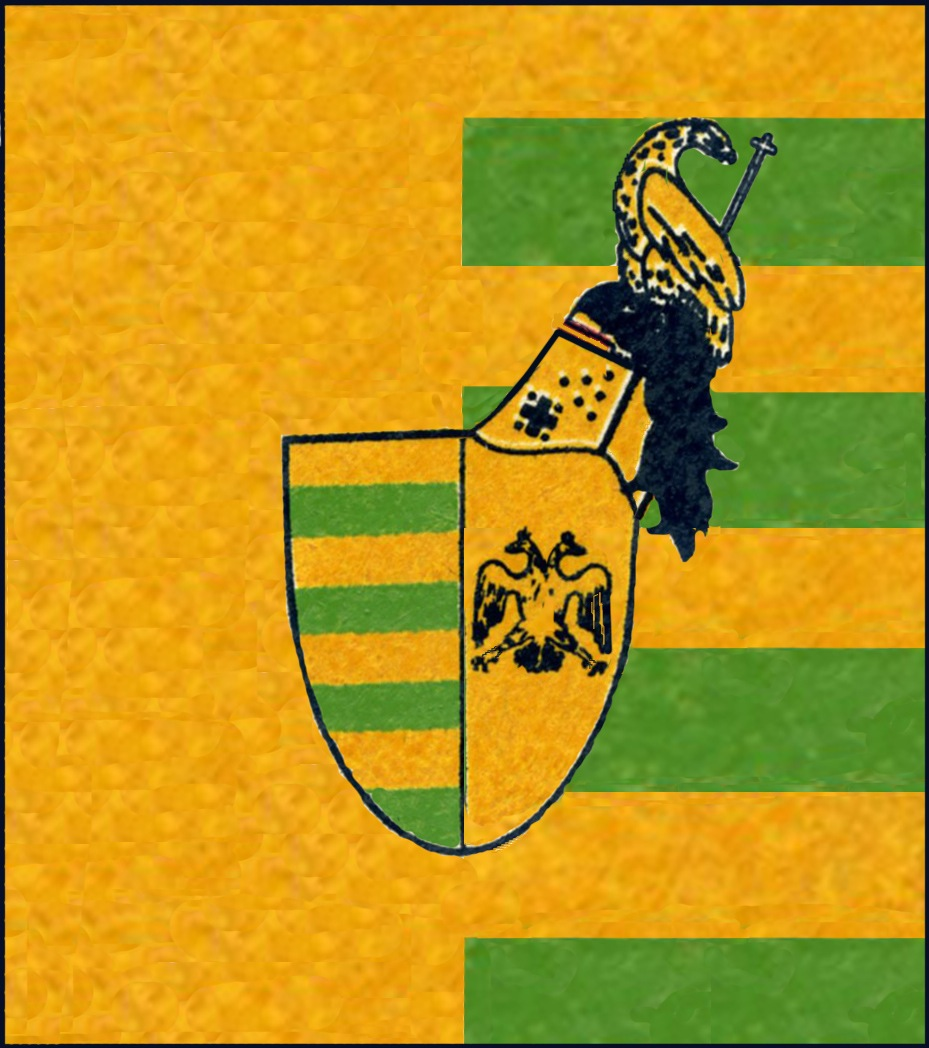
Bannière de la dynastie des Basarab (XVe siècle), selon l'armorial Korenić-Neorić, Jean Ranele[5] et Grigore Jitaru[6].
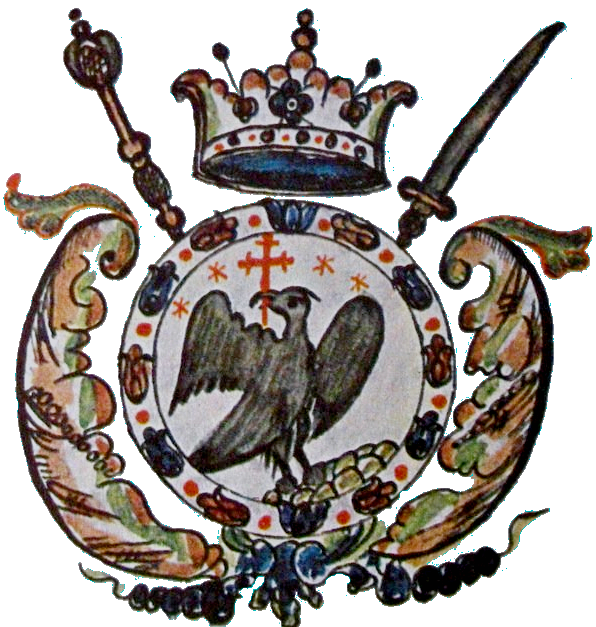
Armoiries à émail gris dans l'ouvrage de Dionisie Eclesiarhul (1795).
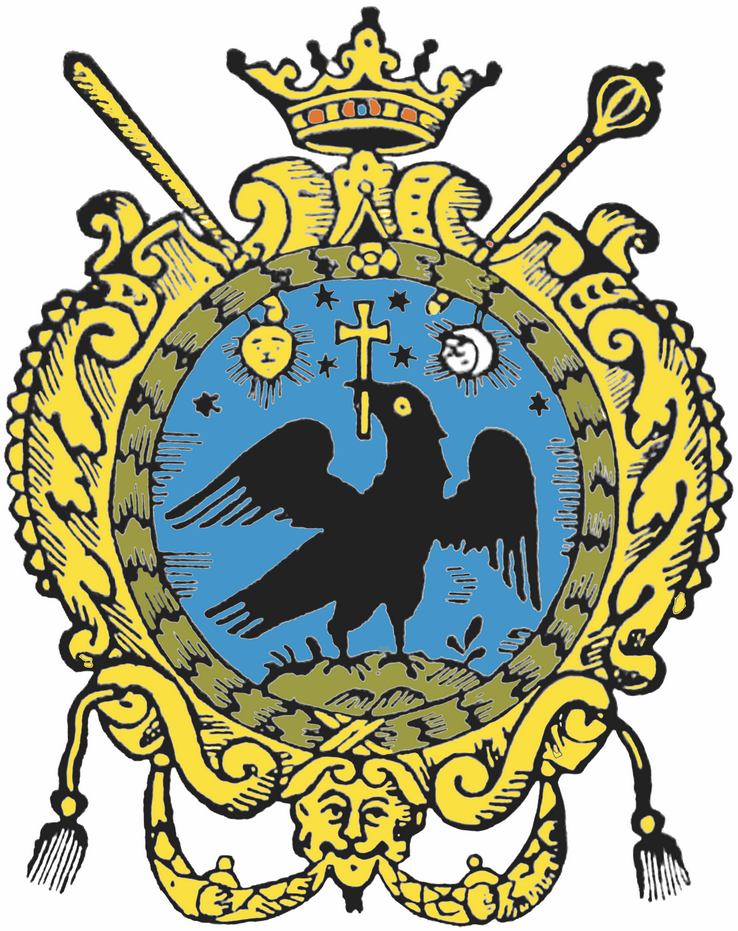
Armoiries en couleurs avec l'émail azur (bleu) comme sur les armoiries de la Roumanie[7].
Pavillon des caïques valaques au XVIIIe siècle.
Drapeau national de la Valachie (1834-1848).
Pavillon de commerce de la Valachie pour la navigation (1834-1859)[8].
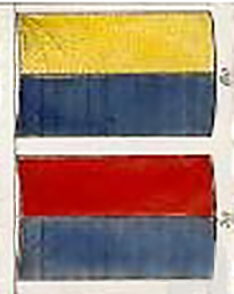
Drapeaux nationaux des principautés danubiennes : Valachie en haut, Moldavie en bas (1849-1861).
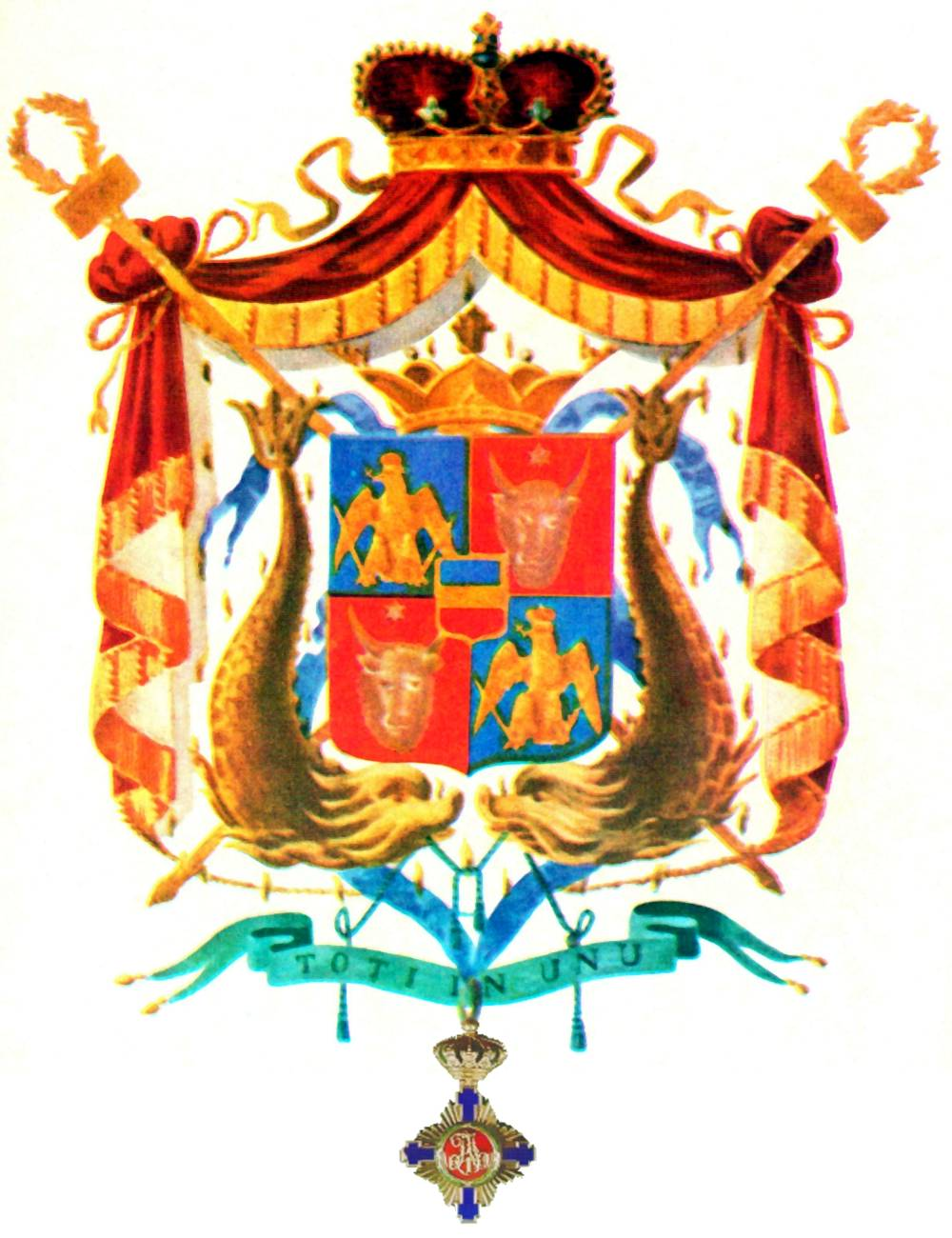
En bleu, la Valachie dans les armoiries des Principautés unies de Moldavie et de Valachie (1859).
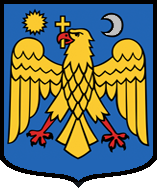
Blason de la Valachie tel qu'il figure sur les actuelles armoiries de la Roumanie.